# Нидерландская телевизионная корпорация
Нидерландская телевизионная корпорация (Nederlandse Televisie Stichting, NTS) — официозная организация. Основана 31 мая 1951 года.

## Телевещательная деятельность корпорации
Корпорация ведёт:
- в 1951[1]-1969 гг. совместно с рядом ассоциаций — вещание по 1-й телепрограмме в Нидерландах (телепрограмме «Недерланд 1» («Nederland 1»));
- в 1964—1969 гг. совместно с рядом ассоциаций — вещание по 2-й телепрограмме в Нидерландах (телепрограмме «Недерланд 2» («Nederland 2»)).

## Правопреемники
В 1969 года была объединена с Нидерландским радиовещательным союзом в Нидерландскую радиовещательную корпорацию

## Руководство
Руководство организацией осуществлял административный совет, формировавшийся ассоциациями совместно с которыми корпорация вела телевешание.